# مردی با یک کفش قرمز
مردی با یک کفش قرمز (به انگلیسی: The Man with One Red Shoe) فیلمی محصول سال ۱۹۸۵ و به کارگردانی استن دراگوتی است. در این فیلم بازیگرانی همچون تام هنکس، دابنی کلمن، لوری سینگر، چارلز دارنینگ، جیم بلوشی، کری فیشر، ادوارد هرمان، دیوید اوگدن استایرس، تام نونان، گریت گراهام، دیوید لندر و آرت لافلئور ایفای نقش کرده‌اند.